# Pick Up!
Pick up! (orthographié : PiCK UP !) est une confiserie du fabricant Bahlsen, qui se compose de deux biscuits et de chocolat. Tous les composants sont liés entre eux. Outre la version originale composée de biscuits au beurre et de chocolat au lait, il existe d'autres variantes, certaines permanentes, d'autres seulement saisonnières.

## Marché
Bahlsen introduit le Pick up en 1999 comme première proposition de l'entreprise sur le marché des barres chocolatées, simultanément en Allemagne, en Autriche, en Belgique et en France. Ce marché est considéré comme un environnement difficile avec une forte concurrence, et l'entrée de l'entreprise sur le marché est vu comme un projet ambitieux. L'entreprise accompagne son lancement publicitaire par une campagne télévisée. Entre janvier et avril 1999, 25 millions de DM sont investis dans la seule publicité, auxquels s'ajoutent de nombreux placements secondaires dans le commerce alimentaire, la distribution d'échantillons gratuits dans les grands magasins et dans les lieux publics, des annonces, des cadeaux publicitaires, etc. Le lancement sur le marché est réussi : Bahlsen atteint dès mars une distribution pondérée de 68 % dans le commerce et réalise un chiffre d'affaires de 80 millions de DM au cours de la première année, dépassant ainsi ses propres attentes de 20 %.